# Голосуй, или проиграешь

«Голосуй, или проиграешь» — один из лозунгов предвыборной кампании Бориса Ельцина во время президентских выборов в России 1996 года, в которой была сделана ставка на молодёжь. Организатором этой кампании был Сергей Лисовский.

## История кампании

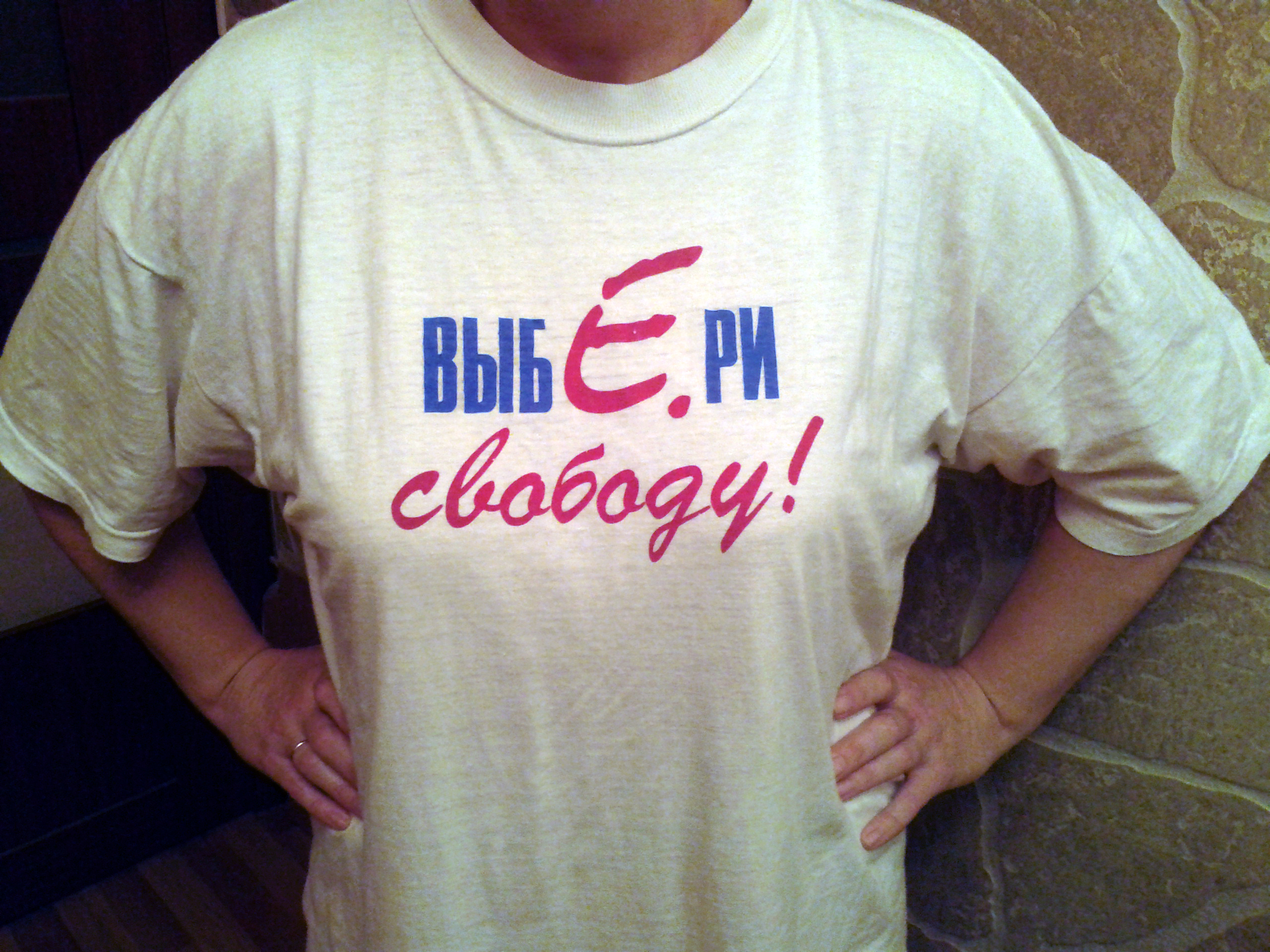
Одна из футболок с агитацией предвыборной кампании 1996 года «Голосуй, или проиграешь!»

Рейтинг Ельцина в начале 1996 года составлял 3—6 %. Опросы ВЦИОМ, проведенные в апреле 1996 года показали, что если привлечь молодёжь на избирательные участки, то около 70 % её голосов должен будет получить Ельцин. Задача кампании сводилась к привлечению молодёжи на избирательные участки.
Ельцин обещал отменить срочный призыв и ввести полностью контрактную службу в вооружённых силах уже с 2000 года. Это обещание должно было стать популярным после «предвыборной» чеченской войны — начатой и проигранной тем же кандидатом. После избрания его президентом обещание не было выполнено.
За образец была взята предвыборная кампания Клинтона «Выбирай или проиграешь» (англ. Choose or lose) на MTV перед президентскими выборами в США 1992 года. Средством воздействия были телевидение и звёзды эстрады. Имя Ельцина часто не упоминалось, но сомнений в направленности телевизионных роликов не возникало.
В период между первым и вторым турами голосования Ельцин лично участвовал в выездных шоу-выступлениях.
10 июня 1996 года на концерте в Ростове-на-Дону во время выступления коллектива Евгения Осина, Ельцин поднялся на сцену и станцевал вместе с музыкантами. Фотография с этого события, снятая фотографом агентства «Ассошиэйтед пресс», получила Пулитцеровскую премию.
Были записаны два музыкальных альбома «Ельцин — наш президент» и «Голосуй или проиграешь» (Малинин, Овсиенко, Расторгуев, Серов, Минаев). Проходили многочисленные агитационные туры по городам России.

## Музыкальный тур

### Состав участников
Для поддержки Ельцина были организованы многочисленные концерты по всей стране, в которых участвовали популярные музыканты:
- DJ Groove
- Mr. Credo
- Nautilus Pompilius[4]
- Агата Кристи
- Леонид Агутин
- Алла Пугачёва
- Александр Серов
- Алёна Апина
- Алиса[4]
- Ирина Аллегрова
- Аркадий Укупник
- Михаил Боярский[4]
- Браво
- Александр Буйнов
- Ва-Банкъ[4]
- Валерия
- Владимир Винокур
- Вкус мёда
- Александр Градский
- Борис Гребенщиков
- Андрей Губин
- Людмила Гурченко[4]
- Андрей Державин
- Лада Дэнс
- Дюна
- Земляне
- Вадим Казаченко
- Кар-Мэн
- Вахтанг Кикабидзе
- Филипп Киркоров
- Колибри (группа)[4]
- Владимир Кузьмин
- Валерий Леонтьев
- Лев Лещенко
- Любэ
- Ляпис Трубецкой
- Андрей Макаревич[4]
- Дмитрий Маликов
- Александр Малинин[4]
- Мальчишник[5]
- Сергей Минаев[6]
- Наташа Королёва
- Игорь Николаев
- Ногу свело!
- Татьяна Овсиенко
- Кристина Орбакайте
- Евгений Осин
- Сплин[4]
- Стас Намин
- Влад Сташевский
- Богдан Титомир
- Дмитрий Харатьян[4]
- Чайф[4]
- Михаил Шуфутинский

Ведущими концертов выступали Лолита Милявская и Александр Цекало (Кабаре-дуэт «Академия»).

## Мнения и скандалы
- Тур под руководством Стаса Намина начинался с Томска. В аэропорту Богашёво известных эстрадных исполнителей встречали журналисты со всей Сибири. Корреспонденты телекомпании NTSC и ГТРК «Томск» поинтересовались у Гарика Сукачёва о том, что его побудило принять участие в туре в поддержку Ельцина. Этот вопрос вызвал удивление нетрезвого в тот момент Гарика, и он ответил, что не знал о том, что тур организован в поддержку Ельцина, а сам он предлагает на этих выборах голосовать за Горбачёва[8]. Позже музыкальный коллектив Гарика Сукачёва был отстранён от участия в туре[9][10].
- Алла Пугачёва не скрывала, что за свои выступления на концертах в рамках данной предвыборной кампании взяла большие деньги[11].
- Сергей Минаев писал, что в рамках этого тура ему пришлось арендовать две студии со звукорежиссёрами и пригласить трёх аранжировщиков: он импровизировал на ходу и записывал на плёнку абсолютно все тексты, какие ему приходили в голову. Музыкальную обработку идей, которые предлагал Минаев, аранжировщики делали ночью: утром он прослушивал материал и отсеивал ненужное. Запись песен продолжалась около недели. По словам самого Минаева, никто бы не согласился на это предложение за такие сроки и такие деньги, однако сам Минаев тогда верил, что победа Ельцина могла бы обеспечить возможность жить в демократическом государстве и дать певцу творческую свободу[12].
- Продюсер группы «Мальчишник» Алексей Адамов утверждал буквально следующее[12]:

Наших там было 15 процентов […] Отказываться было нельзя, платили просто супер, да и вообще на кон была поставлена вся наша свобода, брали в обойму почти всех, поэтому «Секс без перерыва» гремел везде.